# NGC 4772
NGC 4772 est une galaxie spirale située dans la constellation de la Vierge. Sa vitesse par rapport au fond diffus cosmologique est de 1 371 ± 24 km/s, ce qui correspond à une distance de Hubble de 20,22 ± 1,46 Mpc (∼65,9 millions d'al). NGC 4772 a été découverte par l'astronome germano-britannique William Herschel en 1784.
La classe de luminosité de NGC 4772 est I et elle présente une large raie HI. Elle renferme également des régions d'hydrogène ionisé. De plus, c'est une galaxie LINER b, c'est-à-dire une galaxie dont le noyau présente un spectre d'émission caractérisé par de larges raies d'atomes faiblement ionisés. C'est aussi une galaxie active de type Seyfert 3.

## Morphologie

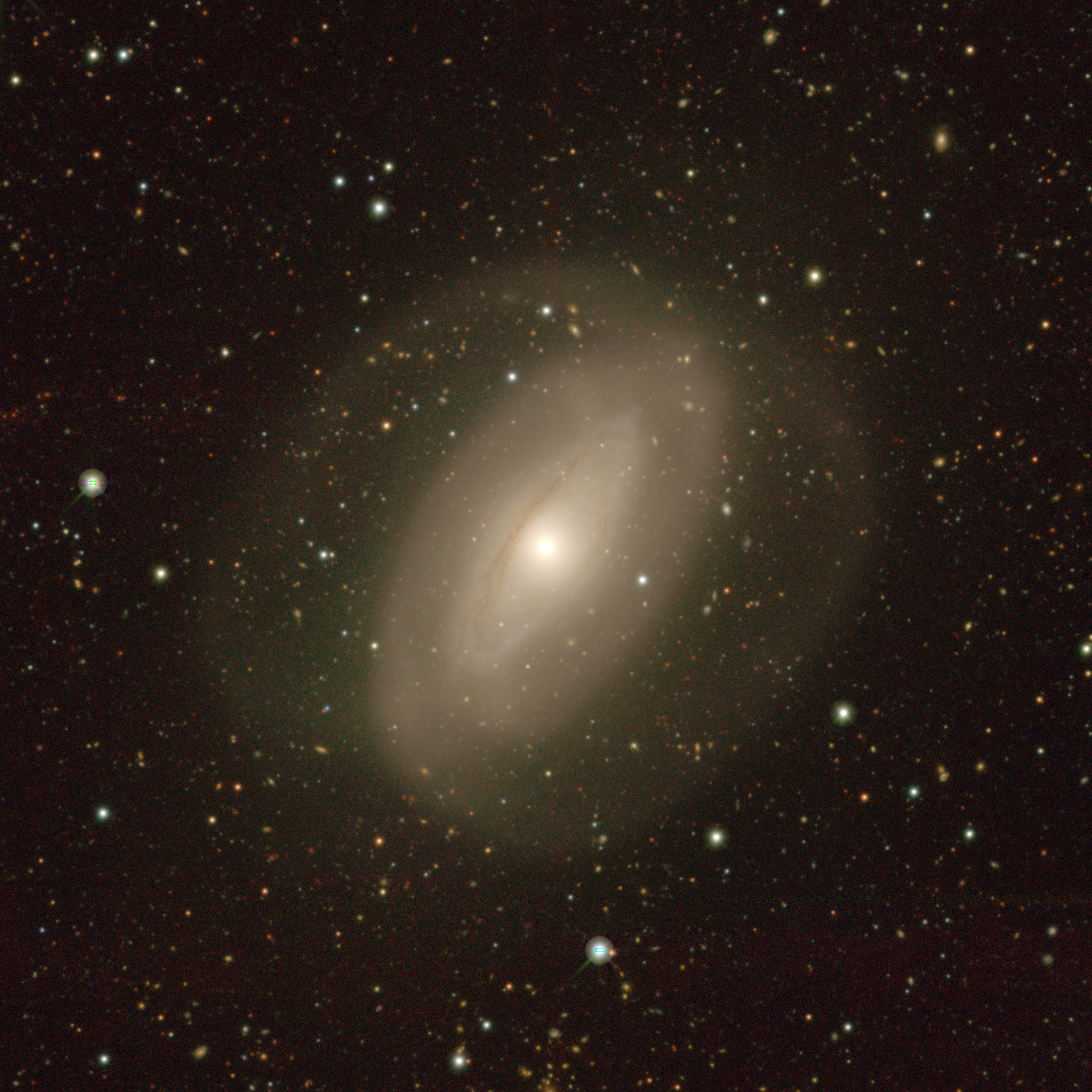
NGC 4672 par le projet « Legacy Surveys DR10 ».

NGC 4772 a été utilisée par Gérard de Vaucouleurs comme une galaxie de type morphologique (R1')SAB(r)a pec dans son atlas des galaxies,.
Eskridge, Frogel et Pogge ont publié un article en 2002 décrivant la morphologie de 205 galaxies spirales ou lenticulaires rapprochées. Les observations ont été réalisées dans la bande H de l'infrarouge et dans la bande B (le bleu). Selon Eskridge et ses collègues, NGC 4772 est de type Sa dans la bande B et (R)SB0  dans la bande H. Le noyau ponctuel de NGC 4772 est encastré dans un bulbe circulaire brillant. Ce bulbe est traversé par un large et longue barre de faible brillance de surface. Deux bras très pâle et étroits émergent des extrémités de la barre. Ils s'enroulent autour de la galaxie et forment un anneau extérieur.  

### Disque tronqué
NGC 4772 présente un disque tronqué, et en raison de son mouvement dans le milieu intergalactique dans l'amas de la Vierge, elle subit une pression dynamique qui la dépouille de ses gaz, mais elle présente un taux de formation d'étoiles normal.

## Distance de NGC 4772
À ce jour, sept mesures non basées sur le décalage vers le rouge (redshift) donnent une distance de 27,043 ± 9,235 Mpc (∼88,2 millions d'al), ce qui est à l'intérieur des valeurs de la distance de Hubble.
Cependant cette galaxie, comme plusieurs de l'amas de la Vierge, est relativement rapprochée du Groupe local et on obtient souvent une distance de Hubble très différente en raison de leur mouvement propre dans le groupe où dans l'amas où elles sont situées. La distance de 27,0 Mpc est probablement plus près de la réalité. Selon ces deux mesures, NGC 4772 se dirige vers le centre de l'amas en direction de la Voie lactée. Notons que c'est avec la valeur moyenne des mesures indépendantes, lorsqu'elles existent, que la base de données NASA/IPAC calcule le diamètre d'une galaxie.

## Trou noir supermassif
Selon une étude basée sur les mesures de luminosité de la bande K de l'infrarouge proche du bulbe de NGC 4772, on obtient une valeur de 107,5 {\displaystyle M_{\odot }} (32 millions de masses solaires) pour le trou noir supermassif qui s'y trouve.

## Supernova
Deux supernovas ont été découvertes dans NGC 4772 : SN 1988E et SN 2012cu.

### SN 1988E
Cette supernova a été découverte le 20 janvier par l'astronome japonais Yoshiaki Taniguchi de l'université d'Ehime. Cette supernova était de type II.

### SN 2012cu
Cette supernova a été découverte le 11 juin à Yamagata au Japon par l'astronome japonais Koichi Itagaki. Cette supernova était de type Ia.

## Groupes de M49, de M60 et l'amas de la Vierge
Selon A.M. Garcia, NGC 4772 est l'une des nombreuses galaxies du groupe de M49 (127 au total) qu'il a décrit dans un article publié en 1993. On retrouve dans cette liste 63 galaxies du New General Catalogue dont NGC 4382 (M85), NGC 4472 (M49), NGC 4516, NGC 4649 (M60) ainsi que 20 galaxies de l'Index Catalogue.
D'autre part, NGC 4772 apparait aussi dans une liste de 227 galaxies d'un article publié par Abraham Mahtessian en 1998. Cette liste comporte plus de 200 galaxies du New General Catalogue et une quinzaine de galaxies de l'Index Catalogue. On retrouve dans cette liste 10 autres galaxies du Catalogue de Messier, soit M49, M58, M60, M61, M85, M87, M88, M91, M99 et M100.
Toutes les galaxies de la liste de Mahtessian ne constituent pas réellement un groupe de galaxies. Ce sont plutôt plusieurs groupes de galaxies qui font tous partie d'un amas galactique, l'amas de la Vierge. Pour éviter la confusion avec l'amas de la Vierge, on peut donner le nom de groupe de M60 à cet ensemble de galaxies, car c'est l'une des plus brillantes de la liste. L'amas de la Vierge est en effet beaucoup plus vaste et compterait environ 1300 galaxies, et possiblement plus de 2000, situées au cœur du superamas de la Vierge, dont fait partie le Groupe local,.
De nombreuses galaxies de la liste de Mahtessian se retrouvent dans onze groupes décrits dans un article d'A.M. Garcia, soit le groupe de NGC 4123 (7 galaxies), le groupe de NGC 4261 (13 galaxies), le groupe de NGC 4235 (29 galaxies), le groupe de M88 (13 galaxies, M88 = NGC 4501), le groupe de NGC 4461 (9 galaxies), le groupe de M61 (32 galaxies, M61 = NGC 4303), le groupe de NGC 4442 (13 galaxies), le groupe de M87 (96 galaxies, M87 = NGC 4486), le groupe de M49 (127 galaxies, M49 = NGC 4472), le groupe de NGC 4535 (14 galaxies) et le groupe de NGC 4753 (15 galaxies). Ces onze groupes font partie de l'amas de la Vierge et ils renferment 396 galaxies. Certaines galaxies de la liste de Mahtessian ne figurent cependant dans aucun des groupes de Garcia et vice versa.